# Albert Barniol
Alberto Barniol Gil (Barcelona, 25 de junio de 1972) es un meteorólogo y presentador de televisión español.

## Biografía
Es licenciado en Ciencias Físicas, especialidad Física del aire, por la Facultad de Ciencias Físicas (Universidad Complutense de Madrid).
Tras licenciarse, comenzó a trabajar en varias televisiones locales de Barcelona, para pasar a trabajar en 2001 como 'hombre del tiempo' en Canal Meteo de Digital+, y desde 2005 está en RTVE, primero en el Canal 24 horas de 2005 a 2008 y luego desde 2008 en La 1.
De 2008 a 2012 presenta el tiempo en la primera edición del Telediario, en la temporada 2012-2013 pasa a la segunda edición y desde la temporada 2013-2014 a la 2019-2020 vuelve a la primera edición. Entre septiembre de 2020 y agosto de 2022, vuelve a presentar el tiempo en la segunda edición del Telediario. Desde el 12 de septiembre de 2022 regresa a El tiempo 1.
Ha sido subdirector del área de Meteorología de RTVE entre el 1 de octubre de 2008 y el 29 de mayo de 2020 y de nuevo desde el 12 de septiembre de 2022. Entre el 30 de mayo de 2020 y el 11 de septiembre de 2022 fue director del área de Meteorología de RTVE.